# جيمس هربرت ماثيوز
جيمس هربرت ماثيوز هو سياسي كندي، ولد في 28 فبراير 1883 في المملكة المتحدة، وتوفي في 3 سبتمبر 1972. حزبياً، نشط في Co-operative Commonwealth Federation ‏. وقد انتخب عضو مجلس العموم الكندي.